# Saison 2009 du football interuniversitaire canadien
La saison 2009 du Football du sport interuniversitaire canadien (SIC) a commencé le 29 août 2009, et se terminera le 28 novembre avec la 45e Coupe Vanier, championnat national, au PEPS de l'Université Laval à Québec. Au football SIC, vingt-sept équipes universitaires canadiennes compétitionnent dans quatre conférences régionales.

## Championnats
Les vingt-sept équipes universitaires canadiennes compétitionnent sous l'égide du sport interuniversitaire canadien (SIC). Les équipes sont divisées en quatre conférences sur le calque des quatre associations régionales du SIC: Sport universitaire de l'Atlantique, Fédération québécoise du sport étudiant, Sports universitaires de l'Ontario et Association sportive universitaire de l'Ouest canadien. En série éliminatoire, une équipe championne est issue de chacune des associations. La Coupe Vanier se dispute entre les champions de la Coupe Mitchell et ceux de la Coupe Uteck. En 2009, le système de rotation fait en sorte que les champions de la ligue de football universitaire du Québec (Coupe Dunsmore) disputent la Coupe Mitchell aux champions de sports universitaires de l'Ontario (Coupe Yates). La Coupe Uteck elle, oppose les champions du sport universitaire de l'atlantique (Coupe Loney) aux champions de l'association sportive universitaire de l'ouest canadien (Coupe Hardy).

### Classements saison régulière
| Classement 2009 Conférence de l'Ouest canadien Association sportive universitaire de l'Ouest canadien (ASUOC)                                                                                           |    |   |   |   |     |        |        |
| Équipe | PJ | V |   | D | PTS | Séries | Top 10 |
| Saskatchewan | 8  | 7 | - | 1 | 14  | x      | 3      |
| Calgary | 8  | 7 | - | 1 | 14  | x      | 2      |
| Alberta | 8  | 4 | - | 4 | 8   | x      |        |
| Regina | 8  | 3 | - | 5 | 6   | x      |        |
| UBCb | 8  | 3 | - | 3 | 6   |        |        |
| Manitobab | 8  | 2 | - | 5 | 4   |        |        |
| Simon Frasera | 8  | 1 | - | 6 | 2   |        |        |
| † – Champion de l'association Classement TOP 10 SIC (3 novembre) a - Retrait de deux victoires pour joueur inéligible. b - Ajout d'une victoire pour utilisation d'un joueur inéligible à Simon Fraser. |    |   |   |   |     |        |        |

| Classement 2009 Conférence de l'Ontario Sports universitaires de l'Ontario (SUO) |    |   |   |   |     |        |        |
| Équipe                                                                           | PJ | V |   | D | PTS | Séries | Top 10 |
| Queen's                                                                          | 8  | 7 | - | 1 | 14  | x      | 4      |
| Laurier                                                                          | 8  | 6 | - | 2 | 12  | x      | 7      |
| Western                                                                          | 8  | 6 | - | 2 | 12  | x      | 5      |
| Ottawa                                                                           | 8  | 6 | - | 2 | 12  | x      |        |
| McMaster                                                                         | 8  | 6 | - | 2 | 12  | x      | 9      |
| Guelph                                                                           | 8  | 3 | - | 5 | 6   | x      |        |
| Waterloo                                                                         | 8  | 3 | - | 5 | 6   |        |        |
| Windsor                                                                          | 8  | 2 | - | 6 | 4   |        |        |
| Toronto                                                                          | 8  | 1 | - | 6 | 2   |        |        |
| York                                                                             | 8  | 0 | - | 8 | 0   |        |        |
| † – Champion de l'association Classement TOP 10 SIC (3 novembre)                 |    |   |   |   |     |        |        |

| Classement 2009 Conférence du Québec Ligue de football universitaire du Québec(LFUQ) |    |   |   |   |     |        |        |
| Équipe                                                                               | PJ | V |   | D | PTS | Séries | Top 10 |
| Laval                                                                                | 8  | 7 | - | 1 | 14  | x      | 1      |
| Montréal                                                                             | 8  | 5 | - | 3 | 10  | x      | 8      |
| Bishop's                                                                             | 8  | 4 | - | 4 | 8   | x      |        |
| Concordia                                                                            | 8  | 3 | - | 5 | 6   | x      |        |
| McGill                                                                               | 8  | 3 | - | 5 | 6   |        |        |
| Sherbrooke                                                                           | 8  | 3 | - | 5 | 6   |        |        |
| † – Champion de l'association Classement TOP 10 SIC (3 novembre)                     |    |   |   |   |     |        |        |

| Classement 2009 Conférence de l'Atlantique Sport universitaire de l'Atlantique (SUA) |    |   |   |   |     |        |        |
| Équipe                                                                               | PJ | V |   | D | PTS | Séries | Top 10 |
| Saint Mary's                                                                         | 8  | 7 | - | 1 | 14  | x      | 6      |
| St. FX                                                                               | 8  | 6 | - | 2 | 12  | x      | 10     |
| Acadia                                                                               | 8  | 2 | - | 6 | 4   | x      |        |
| Mount Allison                                                                        | 8  | 0 | - | 8 | 0   |        |        |
| † – Champion de l'association Classement TOP 10 SIC (3 novembre)                     |    |   |   |   |     |        |        |

### Séries éliminatoires
Les séries éliminatoires de la ligue de football universitaire du Québec débutent avec les quatre meilleures équipes du classement de la saison régulière. La première position reçoit la quatrième et la seconde position reçoit la troisième. Les gagnants de ces demi-finales disputent la Coupe Dunsmore. Les gagnants du Québec se déplacent ensuite en Ontario pour la Coupe Mitchell.
La conférence ouest canadien utilise un système de série éliminatoire semblable et dispute le Trophée Hardy. L'équipe gagnante de l'ouest se déplace en atlantique pour disputer la Coupe Uteck.
Dans la conférence de l'Ontario, les séries éliminatoires débutent avec les six meilleures équipes du classement de la saison régulière.  La troisième position reçoit la sixième et la quatrième position reçoit la cinquième. Les gagnants affrontent les deux premières positions dans des demi-finales. Les finalistes disputent ensuite la Coupe Yates. En 2009, l'équipe gagnante est l'hôte de l'équipe championne du Québec pour la Coupe Mitchell.
Dans les séries éliminatoires de la conférence de l'atlantique, la deuxième équipe au classement reçoit la troisième, afin de déterminer l'équipe qui affronte la première position en finale pour la Coupe Loney. L'équipe gagnante est l'hôte de l'équipe championne de l'ouest pour la Coupe Uteck.
|  | Quarts de finale         | Quarts de finale |  |  | Demi-finales de conférence           | Demi-finales de conférence |                                      |                      | Championnats de conférence | Championnats de conférence |  |  | Demi-finales nationales | Demi-finales nationales |  |  | 45e Coupe Vanier | 45e Coupe Vanier |
|  |                          |                  |  |  |                                      |                            |                                      |                      |                            |                            |  |  |                         |                         |  |  |                  |                  |
|  |                          |                  |  |  |                                      |                            |                                      |                      |                            |                            |  |  |                         |                         |  |  |                  |                  |
|  |                          |                  |  |  | Alberta Golden Bears                 | 13                         |                                      |                      |                            |                            |  |  |                         |                         |  |  |                  |                  |
|  |                          |                  |  |  | Calgary Dinos                        | 45                         |                                      |                      |                            |                            |  |  |                         |                         |  |  |                  |                  |
|  |                          |                  |  |  |                                      |                            |                                      | Calgary Dinos        | 39                         |                            |  |  |                         |                         |  |  |                  |                  |
|  |                          |                  |  |  | Saskatchewan Huskies                 | 38                         |                                      |                      |                            |                            |  |  |                         |                         |  |  |                  |                  |
|  |                          |                  |  |  | Regina Rams                          | 23                         |                                      |                      |                            |                            |  |  |                         |                         |  |  |                  |                  |
|  |                          |                  |  |  | Saskatchewan Huskies                 | 53                         |                                      |                      |                            |                            |  |  |                         |                         |  |  |                  |                  |
|  |                          |                  |  |  |                                      |                            |                                      | Calgary Dinos        | 38                         |                            |  |  |                         |                         |  |  |                  |                  |
|  |                          |                  |  |  | Saint Mary's Huskies                 | 14                         |                                      |                      |                            |                            |  |  |                         |                         |  |  |                  |                  |
|  |                          |                  |  |  | Acadia Axemen                        | 30                         |                                      |                      |                            |                            |  |  |                         |                         |  |  |                  |                  |
|  |                          |                  |  |  | St. Francis Xavier                   | 33                         |                                      |                      |                            |                            |  |  |                         |                         |  |  |                  |                  |
|  |                          |                  |  |  |                                      |                            | St. Francis Xavier                   | 22                   |                            |                            |  |  |                         |                         |  |  |                  |                  |
|  |                          |                  |  |  | Saint Mary's Huskies                 | 31                         |                                      |                      |                            |                            |  |  |                         |                         |  |  |                  |                  |
|  |                          |                  |  |  |                                      |                            |                                      |                      |                            |                            |  |  |                         |                         |  |  |                  |                  |
|  |                          |                  |  |  |                                      |                            |                                      |                      |                            |                            |  |  |                         |                         |  |  |                  |                  |
|  |                          |                  |  |  |                                      |                            |                                      | Queen's Golden Gaels | 33                         |                            |  |  |                         |                         |  |  |                  |                  |
|  |                          |                  |  |  | Calgary Dinos                        | 30                         |                                      |                      |                            |                            |  |  |                         |                         |  |  |                  |                  |
|  |                          |                  |  |  | Bishop's Gaiters                     | 15                         |                                      |                      |                            |                            |  |  |                         |                         |  |  |                  |                  |
|  |                          |                  |  |  | Carabins de l'Université de Montréal | 40                         |                                      |                      |                            |                            |  |  |                         |                         |  |  |                  |                  |
|  |                          |                  |  |  |                                      |                            | Carabins de l'Université de Montréal | 7                    |                            |                            |  |  |                         |                         |  |  |                  |                  |
|  |                          |                  |  |  | Rouge et Or de l'Université Laval    | 31                         |                                      |                      |                            |                            |  |  |                         |                         |  |  |                  |                  |
|  |                          |                  |  |  | Concordia Stingers                   | 1                          |                                      |                      |                            |                            |  |  |                         |                         |  |  |                  |                  |
|  |                          |                  |  |  | Rouge et Or de l'Université Laval    | 63                         |                                      |                      |                            |                            |  |  |                         |                         |  |  |                  |                  |
|  |                          |                  |  |  |                                      |                            | Rouge et Or de l'Université Laval    | 31                   |                            |                            |  |  |                         |                         |  |  |                  |                  |
|  | Guelph Gryphons          | 18               |  |  | Queen's Golden Gaels                 | 33                         |                                      |                      |                            |                            |  |  |                         |                         |  |  |                  |                  |
|  | Western Ontario Mustangs | 37               |  |  | Western Ontario Mustangs             | 26                         |                                      |                      |                            |                            |  |  |                         |                         |  |  |                  |                  |
|  |                          |                  |  |  | Laurier Golden Hawks                 | 16                         |                                      |                      |                            |                            |  |  |                         |                         |  |  |                  |                  |
|  |                          |                  |  |  |                                      |                            | Western Ontario Mustangs             | 39                   |                            |                            |  |  |                         |                         |  |  |                  |                  |
|  | McMaster Marauders       | 27               |  |  | Queen's Golden Gaels                 | 43                         |                                      |                      |                            |                            |  |  |                         |                         |  |  |                  |                  |
|  | Ottawa Gee-Gees          | 15               |  |  | McMaster Marauders                   | 6                          |                                      |                      |                            |                            |  |  |                         |                         |  |  |                  |                  |
|  |                          |                  |  |  | Queen's Golden Gaels                 | 32                         |                                      |                      |                            |                            |  |  |                         |                         |  |  |                  |                  |
|  |                          |                  |  |  |                                      |                            |                                      |                      |                            |                            |  |  |                         |                         |  |  |                  |                  |